# 利亚利奇河
利亚利奇河（俄语：Река Ляличи）是滨海边疆区米哈伊洛夫卡区的河流，长14公里，流域面积36平方公里，注入伊利斯塔亚河。

## 引用
1. ↑  А·П·穆拉诺夫. . 列宁格勒: 气象出版社. 1966 （俄语）.
2. ↑  . 列宁格勒: 气象出版社 （俄语）.
3. ↑  Т·А·基谢尔科瓦娅. . 列宁格勒: 气象出版社. 1977 （俄语）.
4. ↑  З. Д. Кожевникова. . Примпогода.   [2024-01-01]. （原始内容存档于2024-01-01）.